# Косанчич (Бойник)
Косанчич (серб. Косанчић) — населённый пункт в общине Бойник Ябланичского округа Сербии.

## Население
Согласно переписи населения 2002 года, в селе проживало 416 человек (357 сербов, 49 цыган, 7 югославов, 2 черногорца и 1 македонец).
| Численность населения | Численность населения | Численность населения | Численность населения | Численность населения | Численность населения | Численность населения | Численность населения |
| 1948                  | 1953                  | 1961                  | 1971                  | 1981                  | 1991                  | 2002                  | 2011                  |
| --------------------- | --------------------- | --------------------- | --------------------- | --------------------- | --------------------- | --------------------- | --------------------- |
| 681                   | 707                   | 674                   | 615                   | 535                   | 430                   | 416                   | 362                   |

## Религия
Согласно церковно-административному делению Сербской православной церкви, село относится к Горнебриянскому приходу Ябланичского архиерейского наместничества Нишской епархии.